# Roman Jaremczuk
Roman Ołehowycz Jaremczuk, ukr. Роман Олегович Яремчук (ur. 27 listopada 1995 we Lwowie) – ukraiński piłkarz, występujący na pozycji napastnika w greckim klubie Olympiakos SFP oraz w reprezentacji Ukrainy. Uczestnik Mistrzostw Europy 2020.

## Kariera piłkarska

### Kariera klubowa
Wychowanek klubów Karpaty Lwów i Dynamo Kijów, barwy których bronił w juniorskich mistrzostwach Ukrainy (DJuFL). Karierę piłkarską rozpoczął 25 lipca 2012 w drużynie juniorskiej Dynama Kijów. 21 lipca 2016 został wypożyczony do FK Ołeksandrija, a już dzień później zadebiutował w podstawowym składzie w meczu z Dynamem Kijów. Podczas przerwy zimowej sezonu 2016/2017 powrócił do Dynama. 16 sierpnia 2017 przeszedł do KAA Gent.

### Kariera reprezentacyjna
Występował w juniorskich i młodzieżowej reprezentacjach Ukrainy. 6 września 2018 zadebiutował w narodowej reprezentacji Ukrainy w wygranym 2:1 meczu eliminacyjnym do Ligi Narodów z Czechami.

## Sukcesy i odznaczenia

### Sukcesy reprezentacyjne
- 1/8 finalista Mistrzostw Świata U-20: 2015

### Sukcesy klubowe
KAA Gent
- finalista Pucharu Belgii: 2018/19